# Рідсвілл (Північна Кароліна)
Рідсвілл (англ. Reidsville) — місто (англ. city) в США, в окрузі Рокінґгем штату Північна Кароліна. Населення — 14 583 особи (2020).

## Географія
Рідсвілл розташований за координатами 36°20′17″ пн. ш. 79°40′38″ зх. д. / 36.33806° пн. ш. 79.67722° зх. д. (36.337928, -79.677107).  За даними Бюро перепису населення США в 2010 році місто мало площу 42,81 км², з яких 38,97 км² — суходіл та 3,84 км² — водойми.

## Демографія
Згідно з переписом 2010 року, у місті мешкало 14 520 осіб у 6262 домогосподарствах у складі 3801 родини. Густота населення становила 339 осіб/км².  Було 7158 помешкань (167/км²).
Расовий склад населення:
| - 52,4 % — білих - 41,9 % — чорних або афроамериканців - 0,6 % — азіатів - 0,3 % — корінних американців - 2,7 % — осіб інших рас |

До двох чи більше рас належало 2,1 %. Частка іспаномовних становила 4,7 % від усіх жителів.
За віковим діапазоном населення розподілялося таким чином: 22,1 % — особи молодші 18 років, 60,1 % — особи у віці 18—64 років, 17,8 % — особи у віці 65 років та старші. Медіана віку мешканця становила 41,7 року. На 100 осіб жіночої статі у місті припадало 82,5 чоловіків;  на 100 жінок у віці від 18 років та старших — 76,6 чоловіків також старших 18 років.
Середній дохід на одне домашнє господарство  становив 45 700 доларів США (медіана — 35 617), а середній дохід на одну сім'ю — 59 005 доларів (медіана — 55 933). Медіана доходів становила 40 346 доларів для чоловіків та 30 941 долар для жінок. За межею бідності перебувало 19,9 % осіб, у тому числі 24,3 % дітей у віці до 18 років та 12,3 % осіб у віці 65 років та старших.
Цивільне працевлаштоване населення становило 6198 осіб. Основні галузі зайнятості: виробництво — 20,6 %, освіта, охорона здоров'я та соціальна допомога — 19,2 %, роздрібна торгівля — 12,5 %, мистецтво, розваги та відпочинок — 9,9 %.